# Rafaelson
Rafaelson Bezerra Fernandes, plus communément appelé Nguyễn Xuân Son, né le 30 mars 1997 à Pirapemas (Brésil), est un footballeur international vietnamien, qui évolue au poste d'attaquant au Nam Định.

## Biographie

### Jeunesse
Né à Pirapemas dans une famille pauvre. Son père est enseignant tandis que sa mère est agricultrice. Il grandit à Salvador.

### En club
En décembre 2019, il est arrivé au Viêt Nam et signe un contrat avec Nam Định.
En 2024, il devient le meilleur buteur et remporte du championnat avec Nam Dinh.

### En sélection
Après avoir vécu cinq ans au Viêt Nam, il obtient la nationalité.
Le 21 décembre 2024, il fait ses débuts avec l'équipe du Viêt Nam. Il marque deux buts contre le Birmanie du championnat d'Asie du Sud-Est 2024.

### Vie personnelle
En janvier 2018, il se marie avec Marcele Seippel. Il est père de deux enfants.

## Palmarès

### En club
Nam Định : 
- Supercoupe du Viêt Nam
  - Vainqueur : 2024
- Championnat du Viêt Nam
  - Vainqueur : 2024

 Vitória :
- Championnat de Bahia
  - Vainqueur : 2016

 Bình Định : 
- Coupe du Viêt Nam
  - Finaliste : 2022